# Mongólia az 1992. évi nyári olimpiai játékokon
Mongólia a spanyolországi Barcelonában megrendezett 1992. évi nyári olimpiai játékok egyik részt vevő nemzete volt. Az országot az olimpián 8 sportágban 33 sportoló képviselte, akik összesen 2 érmet szereztek.

## Érmesek
| Érem  | Versenyző             | Sportág       | Versenyszám       |
| ----- | --------------------- | ------------- | ----------------- |
| Bronz | Namjilyn Bayarsaikhan | Ökölvívás     | Könnyűsúly        |
| Bronz | Munkhbayar Dorjsuren  | Sportlövészet | Női sportpisztoly |

## Atlétika
Férfi
| Versenyző        | Versenyszám | Eredmény | Helyezés |
| ---------------- | ----------- | -------- | -------- |
| Pyambuugiin Tuul | Maraton     | 4:00:44  | 87.      |

## Birkózás
Szabadfogású
| Versenyző                 | Versenyszám | Csoportkör | Csoportkör | Helyosztók                                 | Helyosztók                         | Helyosztók        | Bronz- mérkőzés                  | Döntő             | Helyezés    |
| Versenyző                 | Versenyszám | Csoportkör | Csoportkör | 9. helyért                                 | 7. helyért                         | 5. helyért        | Bronz- mérkőzés                  | Döntő             | Helyezés    |
| Versenyző                 | Versenyszám | Ellenfél Eredmény | Hely.      | Ellenfél Eredmény                          | Ellenfél Eredmény                  | Ellenfél Eredmény | Ellenfél Eredmény                | Ellenfél Eredmény | Helyezés    |
| ------------------------- | ----------- | --- | ---------- | ------------------------------------------ | ---------------------------------- | ----------------- | -------------------------------- | ----------------- | ----------- |
| Tserenbaataryn Khosbayar  | 48 kg       | A csoport · Francisco Sánchez (ESP) · 15-0 · Amos Ojo Adekunle (NGR) · 19-4 (kétvállas) · Romica Raşovan (ROU) · 7-9 · Kim Dzsongsin (Kim Jong-Sin) (KOR) · 2-6 | 4.         |                                            | Aldo Martínez (CUB) · visszalépett |                   |                                  |                   | 8.          |
| Tserenbaataryn Enkhbayar  | 52 kg       | A csoport · Li Hak-Szon (PRK) · 0-4 · Ahmet Orel (TUR) · 9-14                                                                                                   | 5.         | Constantin Corduneanu (ROU) · visszalépett |                                    |                   |                                  |                   | 10.         |
| Tserenbaataryn Tsogtbayar | 57 kg       | A csoport · Szjarhej Szmal (EUN) · 5-6 · Nagy Béla (HUN) · 25-9 · Kim Jongsik (Kim Yong-sik) (PRK) · 5-10                                                       | 5.         | Oveyss Mallahi (IRI) · visszalépett        |                                    |                   |                                  |                   | 10.         |
| Lodoin Enkhbayar          | 74 kg       | B csoport · Valentin Zselev (BUL) · 1-3 · Hao Hua-sze-ha-la-tu (Ho Bisgaltu) (CHN) · 4-2 · Selahattin Yiğit (TUR) · 6-5 · Krzysztof Walencik (POL) · 3-8        | 4.         |                                            | Nagy János (HUN) · visszalépett    |                   |                                  |                   | 8.          |
| Nergüin Tümennast         | 82 kg       | B csoport · Sebahattin Öztürk (TUR) · DQ | 9.         | kiesett                                    | kiesett                            | kiesett           | kiesett                          | kiesett           | helyezetlen |
| Puntsagiin Sükhbat        | 90 kg       | B csoport · Ayoub Baninosrat (IRI) · 1-0 · Kalojan Baev (BUL) · 8-1 · Iraklísz Deszkulídisz (GRE) · 2-0 · Kenan Şimşek (TUR) · 2-3                              | 2.         |                                            |                                    |                   | Christopher Campbell (USA) · 1-3 |                   | 4.          |
| Boldyn Javkhlantögs       | 100 kg      | B csoport · Andrzej Radomski (POL) · 0-8 (kétvállas) · visszalépett                                                                                             | 9.         | kiesett                                    | kiesett                            | kiesett           | kiesett                          | kiesett           | helyezetlen |

DQ - passzivitás miatt kizárták

## Cselgáncs
Férfi
| Versenyző                    | Versenyszám  | Selejtező                                 | 32-es főtábla                         | Nyolcaddöntő                      | Negyeddöntő                      | Elődöntő          | Vigaszág első kör | Vigaszág nyolcaddöntő             | Vigaszág negyeddöntő                  | Vigaszág elődöntő               | Bronz- mérkőzés   | Döntő             | Helyezés |
| Versenyző                    | Versenyszám  | Ellenfél Eredmény                         | Ellenfél Eredmény                     | Ellenfél Eredmény                 | Ellenfél Eredmény                | Ellenfél Eredmény | Ellenfél Eredmény | Ellenfél Eredmény                 | Ellenfél Eredmény                     | Ellenfél Eredmény               | Ellenfél Eredmény | Ellenfél Eredmény | Helyezés |
| ---------------------------- | ------------ | ----------------------------------------- | ------------------------------------- | --------------------------------- | -------------------------------- | ----------------- | ----------------- | --------------------------------- | ------------------------------------- | ------------------------------- | ----------------- | ----------------- | -------- |
| Dashgombyn Battulga          | Légsúly      | erőnyerő                                  | Rui Ludovino (POR) · 1000-0000        | Nigel Donohue (GBR) · 0001-0000   | Nazim Hüseynov (EUN) · 0000-0001 |                   |                   |                                   | Marino Cattedra (ITA) · 0001-0000     | Wágner József (HUN) · 0000-1000 | kiesett           |                   | 7.       |
| Dambiinyamyn Maralgerel      | Harmatsúly   | erőnyerő                                  | Caleb Jean (HAI) · 1000-0000          | Philip Laats (BEL) · 0000-0010    | kiesett                          | kiesett           |                   |                                   |                                       |                                 |                   |                   | 20.      |
| Khaliuny Boldbaatar          | Könnyűsúly   | Magomedbek Aliyev (EUN) · 0100-0000       | Siméon Toronlo (CAF) · 1000-0000      | Hajtós Bertalan (HUN) · 0000-1000 |                                  |                   |                   | Roman Hatashita (CAN) · 1000-0000 | Meziane Dahmani (ALG) · 0100-0000     | Oren Smadja (ISR) · 0000-1000   | kiesett           |                   | 7.       |
| Davaasambuugiin Dorjbat      | Váltósúly    | Freyr Gauti Sigmundsson (ISL) · 1000-0000 | Ahmed Al-Shiekh (YEM) · 1000-0000     | Lars Adolfsson (SWE) · 0000-1000  |                                  |                   |                   | Suleman Musa (NGR) · 1000-0000    | Kim Byeong-Ju (KOR) · 0000-1000       | kiesett                         | kiesett           |                   | 9.       |
| Jambalyn Ganbold             | Középsúly    | erőnyerő                                  | Vang Nan (Wang Nan) (CHN) · 0000-0010 | kiesett                           | kiesett                          | kiesett           |                   |                                   |                                       |                                 |                   |                   | 21.      |
| Odvogiin Baljinnyam          | Félnehézsúly | erőnyerő                                  | Joseph Ndjumbi (GAB) · 1000-0000      | Jorge Aguirre (ARG) · 0001-0000   | Paweł Nastula (POL) · 0000-1000  |                   |                   |                                   | Robert Van de Walle (BEL) · 0000-0010 | kiesett                         | kiesett           |                   | 9.       |
| Badmaanyambuugiin Bat-Erdene | Nehézsúly    |                                           | erőnyerő                              | Damjan Sztojkov (BUL) · 0000-0010 | kiesett                          | kiesett           |                   |                                   |                                       |                                 |                   |                   | 17.      |

Női
| Versenyző                   | Versenyszám | Selejtező                        | Nyolcaddöntő                   | Negyeddöntő       | Elődöntő          | Vigaszág nyolcaddöntő               | Vigaszág negyeddöntő | Vigaszág elődöntő | Bronz- mérkőzés   | Döntő             | Helyezés |
| Versenyző                   | Versenyszám | Ellenfél Eredmény                | Ellenfél Eredmény              | Ellenfél Eredmény | Ellenfél Eredmény | Ellenfél Eredmény                   | Ellenfél Eredmény    | Ellenfél Eredmény | Ellenfél Eredmény | Ellenfél Eredmény | Helyezés |
| --------------------------- | ----------- | -------------------------------- | ------------------------------ | ----------------- | ----------------- | ----------------------------------- | -------------------- | ----------------- | ----------------- | ----------------- | -------- |
| Hisigbatín Erdenet-Od       | Légsúly     | erőnyerő                         | Karen Briggs (GBR) · 0000-0100 |                   |                   | Brigitte Lastrade (CAN) · 0000-1000 | kiesett              | kiesett           | kiesett           |                   | 13.      |
| Ravdangiin Dechinmaa        | Harmatsúly  | Paula Saldanha (POR) · 0000-1000 | kiesett                        | kiesett           | kiesett           |                                     |                      |                   |                   |                   | 20.      |
| Lkhamaasürengiin Badamsüren | Váltósúly   | Nagy Zsuzsa (HUN) · 0000-1000    | kiesett                        | kiesett           | kiesett           |                                     |                      |                   |                   |                   | 20.      |

## Íjászat
Női
| Versenyző      | Versenyszám | Selejtező | Selejtező | Selejtező | Selejtező | Selejtező | Selejtező | Selejtező | Selejtező | Selejtező | Selejtező | Kieséses szakasz                   | Kieséses szakasz  | Kieséses szakasz  | Kieséses szakasz  | Kieséses szakasz  | Helyezés |
| Versenyző      | Versenyszám | 30 m      | 30 m      | 50 m      | 50 m      | 60 m      | 60 m      | 70 m      | 70 m      | Pont      | Hely.     | 32-es főtábla                      | Nyolcaddöntő      | Negyeddöntő       | Elődöntő          | Döntő             | Helyezés |
| Versenyző      | Versenyszám | Pont      | Hely.     | Pont      | Hely.     | Pont      | Hely.     | Pont      | Hely.     | Pont      | Hely.     | Ellenfél Eredmény                  | Ellenfél Eredmény | Ellenfél Eredmény | Ellenfél Eredmény | Ellenfél Eredmény | Helyezés |
| -------------- | ----------- | --------- | --------- | --------- | --------- | --------- | --------- | --------- | --------- | --------- | --------- | ---------------------------------- | ----------------- | ----------------- | ----------------- | ----------------- | -------- |
| Jargalyn Otgon | Egyéni      | 344       | 20.       | 305       | 36.       | 317       | 38.       | 304       | 24.       | 1270      | 32.       | Cho Yun-Jeong (KOR) (1.) · 109-111 | kiesett           | kiesett           | kiesett           | kiesett           | 17.      |

## Kerékpározás

### Országúti kerékpározás
Férfi
| Versenyző                                                                          | Versenyszám     | Idő             | Helyezés      |
| ---------------------------------------------------------------------------------- | --------------- | --------------- | ------------- |
| Dashjamtsyn Mönkhbat                                                               | Mezőnyverseny   | 5:02:11(+26:50) | 83.           |
| Jamsrangiin Ölzii-Orshikh                                                          | Mezőnyverseny   | 4:45:14(+9:53)  | 79.           |
| Dashnyamyn Tömör-Ochir                                                             | Mezőnyverseny   | nem ért célba   | nem ért célba |
| Dashjamtsyn Mönkhbat Zundui Naran Jamsrangiin Ölzii-Orshikh Dashnyamyn Tömör-Ochir | Csapat időfutam | 2:16:52(+15:13) | 19.           |

## Ökölvívás
| Versenyző                 | Versenyszám  | Selejtező                         | Nyolcaddöntő                  | Negyeddöntő                        | Elődöntő                           | Döntő             | Helyezés |
| Versenyző                 | Versenyszám  | Ellenfél Eredmény                 | Ellenfél Eredmény             | Ellenfél Eredmény                  | Ellenfél Eredmény                  | Ellenfél Eredmény | Helyezés |
| ------------------------- | ------------ | --------------------------------- | ----------------------------- | ---------------------------------- | ---------------------------------- | ----------------- | -------- |
| Erdenotsogtyn Tsogtjargal | Papírsúly    | Luis Retayud (COL) · 8-2          | Rogelio Marcelo (CUB) · 2-14  | kiesett                            | kiesett                            | kiesett           | 9.       |
| Sandagsürengiin Erdenebat | Pehelysúly   | Rodrigue Boucka (GAB) · 21-4      | Park Deok-Gyu (KOR) · 2-13    | kiesett                            | kiesett                            | kiesett           | 9.       |
| Namjilyn Bayarsaikhan     | Könnyűsúly   | erőnyerő                          | Mauricio Ávila (GUA) · 15-0   | Rashi Ali Hadj Matumla (TAN) · 9-6 | Marco Rudolph (GER) · visszalépett | kiesett           |          |
| Nyamaagiin Altankhuyag    | Kisváltósúly | Khamsavath Vilayphone (LAO) · RSC | Peter Richardson (GBR) · 4-21 | kiesett                            | kiesett                            | kiesett           | 9.       |
| Bandiin Altangerel        | Középsúly    | Brian Lentz (DEN) · 0-4           | kiesett                       | kiesett                            | kiesett                            | kiesett           | 17.      |
| Damdingiin Zul            | Félnehézsúly | Dale Brown (CAN) · RSC            | kiesett                       | kiesett                            | kiesett                            | kiesett           | 17.      |

RSC - a játékvezető megállította a mérkőzést

## Sportlövészet
Női
| Versenyző                | Versenyszám   | Selejtező | Selejtező | Döntő   | Döntő    |
| Versenyző                | Versenyszám   | Pont      | Helyezés  | Pont    | Helyezés |
| ------------------------ | ------------- | --------- | --------- | ------- | -------- |
| Byambajavyn Altantsetseg | Légpisztoly   | 375       | 24.***    | kiesett | kiesett  |
| Byambajavyn Altantsetseg | Sportpisztoly | 568       | 33.*      | kiesett | kiesett  |
| Munkhbayar Dorjsuren     | Sportpisztoly | 584       | 3.        | 679     |          |
| Munkhbayar Dorjsuren     | Légpisztoly   | 376       | 21.**     | kiesett | kiesett  |

* - egy másik versenyzővel azonos eredményt ért el

** - két másik versenyzővel azonos eredményt ért el

*** - hat másik versenyzővel azonos eredményt ért el

## Súlyemelés
| Versenyző               | Versenyszám | Szakítás                 | Szakítás                 | Lökés    | Lökés    | Összesen | Helyezés |
| Versenyző               | Versenyszám | Eredmény                 | Helyezés                 | Eredmény | Helyezés | Összesen | Helyezés |
| ----------------------- | ----------- | ------------------------ | ------------------------ | -------- | -------- | -------- | -------- |
| Naranjargalyn Batjargal | 56 kg       | 107,5                    | 15.                      | 127,5    | 17.      | 235,0    | 17.      |
| Gombodorjiin Enebish    | 75 kg       | érvényes kísérlet nélkül | érvényes kísérlet nélkül | kiesett  | kiesett  | kiesett  | kiesett  |